# Гаджиев, Заурбек Устарханович
Заурбе́к Устарха́нович Гаджи́ев (род. 4 сентября 1979, Махачкала) — российский футболист, нападающий. Ныне тренер футбольной академии «Анжи»

## Биография
Заурбек Гаджиев свою профессиональную карьеру в 1996 начинал в клубе Третьей лиги «Анжи-2» из Каспийска, которая в следующем сезоне стала именоваться «Анжи-дубль» и переехала в Махачкалу. За два года он провёл 76 игр и забил 10 мячей. В 1998 он перебрался в другой махачкалинский клуб — «Динамо», выступавший во Втором дивизионе, за который он отыграл 4 с половиной сезона и принял участие в 135 матчах в чемпионате и в трёх кубковых матчах. В сезоне 2002/03 выступал в азербайджанском клубе «Шахдаг-Самур» из города Кусары, в котором в первом же сезоне привлек к себе внимание, как ведущих клубов страны, так и тренерского штаба национальной сборной. В марте 2004 года был заявлен в любительском клубе «Газпром-Бекенез» из Карабудахкента, однако, вскоре перешёл в «Волочанин-Ратмир» из Вышнего Волочка. В декабре 2006 года кусарский «Шахдаг» пытался вернуть Заурбека Гаджиева, у которого заканчивался контракт с «Волочанином» и привлечь его к играм второго круга сезона 2006/07. Если это сделать не удалось бы, то руководство «Шахдага» планировала включить его в состав клуба со следующего сезона. В 2008 году играл за «Факел-СтройАрт» из Воронежа. В 2009 году выступал за «Леки» из Магарамкента.